# Pazo del Hórreo
El Pazo del Hórreo (en gallego, Pazo do Hórreo) es un edificio situado en la ciudad española de Santiago de Compostela (La Coruña), actual sede del Parlamento de Galicia.

## Historia
El autor del proyecto del edificio fue Antonio Bermejo y Arteaga, contando como mecenas al político Eugenio Montero Ríos. Se inspiró en la Escuela Nacional de Veterinaria de Alfort francesa. Se comenzó a construir el 25 de marzo de 1903, con el objetivo de albergar la Escuela de Veterinaria de Santiago de Compostela, inaugurándose para tal fin el 2 de octubre de 1915.
Durante el Directorio Militar de la dictadura de Primo de Rivera se cerró la escuela, y posteriormente se transformaría en un cuartel.
En 1986, el edificio, que pertenecía al Ministerio de Defensa, fue adquirido por los presidentes de la Junta de Galicia y del Parlamento de Galicia. Tras acometerse reformas, comenzó a operar como la sede del Parlamento gallego el 1 de marzo de 1989.